# Jan Thomaes
Jan Thomaes (Antwerpen, 22 mei 1955) is een Vlaams hedendaags architect. 
Thomaes maakt deel uit van het architectenteam Driesen-Meersman-Thomaes. Hun oeuvre omvat zowel nieuwbouw als restauraties en verbouwingen. 
Thomaes studeerde architectuur en monumentenzorg aan het Antwerpse HAIR (1973-79). Hij begon in 1974 aan het HAIR maar studeerde in 1981 af aan de academie van Gent. Hij combineerde vervolgens een opleiding monumentenzorg aan het HAIR (1981-83) met een licentie kunstgeschiedenis aan de Universiteit Gent (1981-86; afstudeerscriptie over Jacques Dupuis). Aanvankelijk werkte Thomaes slechts incidenteel samen met Guido Driesen en Jan Meersman onder andere voor de Wish '85-wedstrijd voor Kapellen (tweede prijs). In 1990 wonnen ze samen de wedstrijd voor het Belgisch paviljoen op de wereldtentoonstelling van 1992 in Sevilla, waarna ze zich aaneensloten tot Driesen-Meersman-Thomaes architecten. Hun ontwerp bestond uit een met zeildoek beklede doos waarin voor de verschillende onderdelen duidelijk herkenbare volumes geschoven waren: een houten werfkeet, container en black box, verbonden door roltrappen en loopbruggen. Ze bouwden voorts agentschappen voor BACOB in Merksem (1992-94) en Deurne (1992-95), herstructureren het Koninklijk Museum voor Schone Kunsten in Antwerpen (vanaf 1995) en ontwierpen nieuwe auditoria voor de Universiteit Antwerpen (2001).
- Bibliothèque nationale de France: cb14502452d (data)
- Gemeinsame Normdatei: 1057402753
- International Standard Name Identifier: 0000 0000 4572 9824
- Library of Congress Control Number: nr00032119
- Système universitaire de documentation: 068726848
- Virtual International Authority File: 19911581
- WorldCat: E39PBJdh3bF9R4TpG3FX9fp3wC